# Petrocerus
Genre
Petrocerus est un genre d'insectes lépidoptères (papillons) de la famille des Riodinidae dont Petrocerus catiena est le seul représentant.

## Dénomination
Le nom Petrocerus a été donné par Callaghan en 1979.

## Liste d'espèces
Selon BioLib (24 décembre 2020) :
- Petrocerus catiena (Hewitson, 1875) ; présent au Brésil